# Бютцов
Бютцов (нім. Bützow) — місто в Німеччині, розташоване в землі Мекленбург-Передня Померанія. Входить до складу району Росток. Складова частина об'єднання громад Бютцов-Ланд.
Площа — 39,70 км2. Населення становить 7829 ос. (станом на 31 грудня 2020).

## Галерея

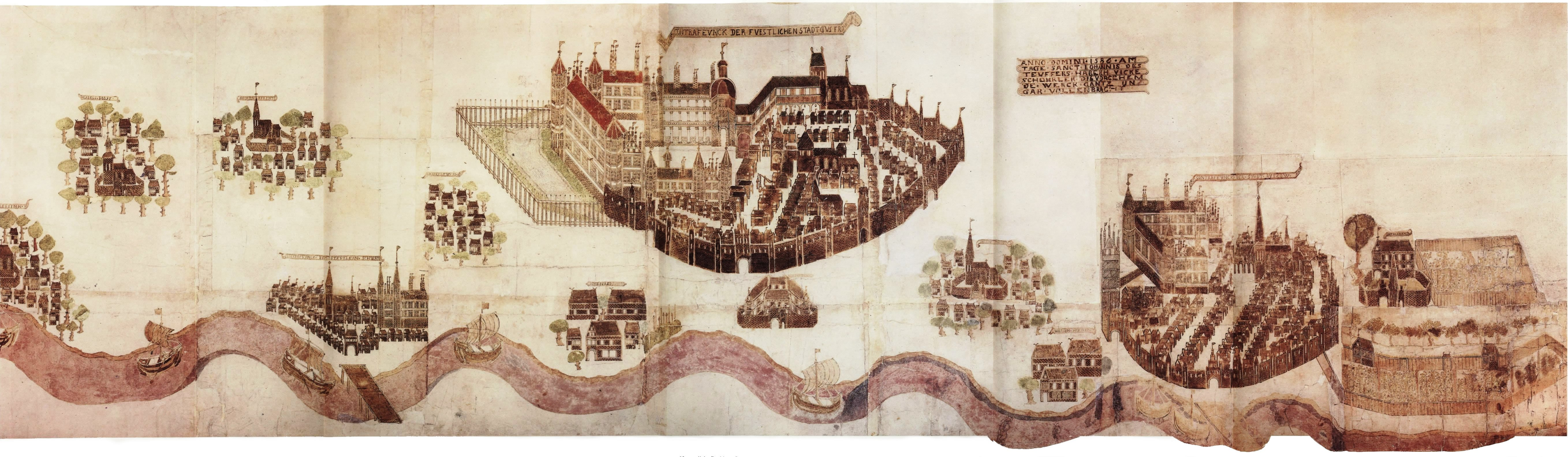
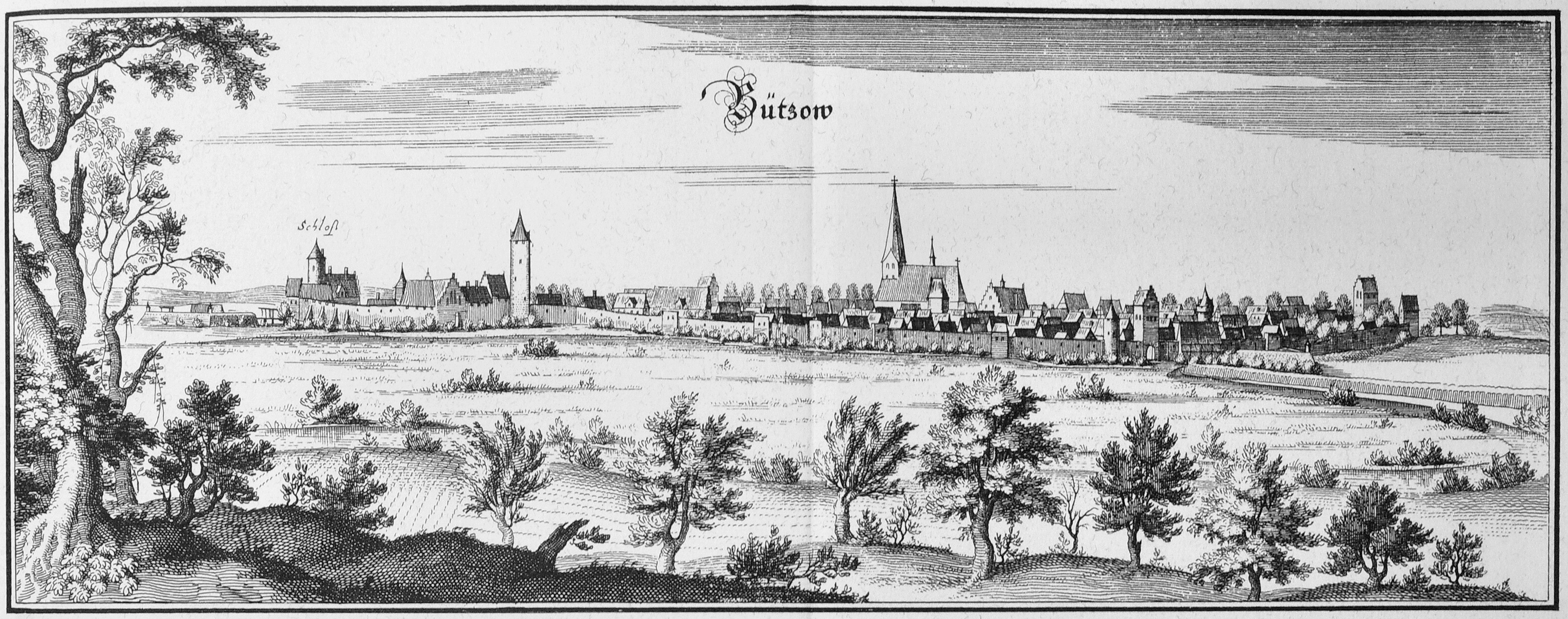
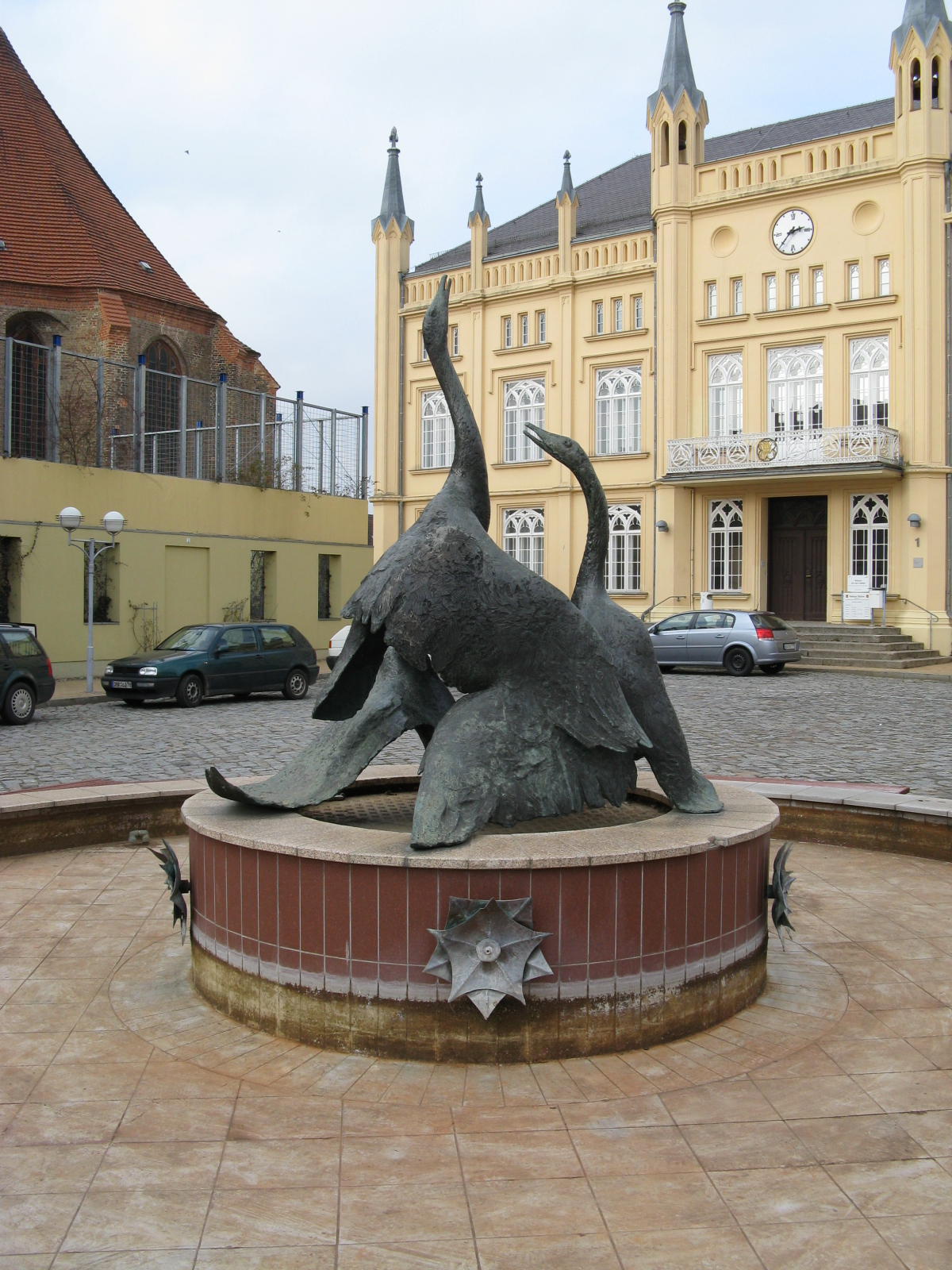
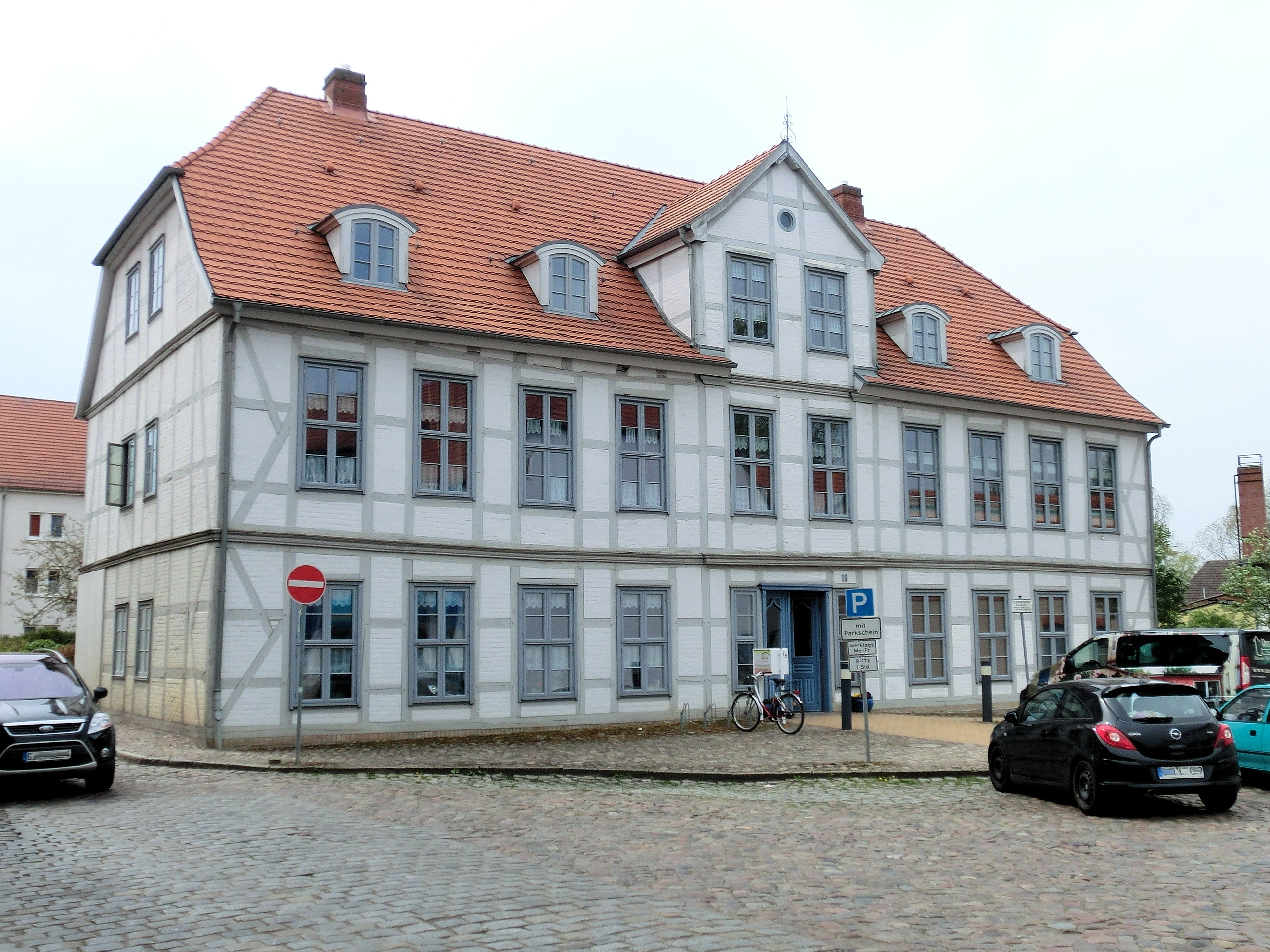
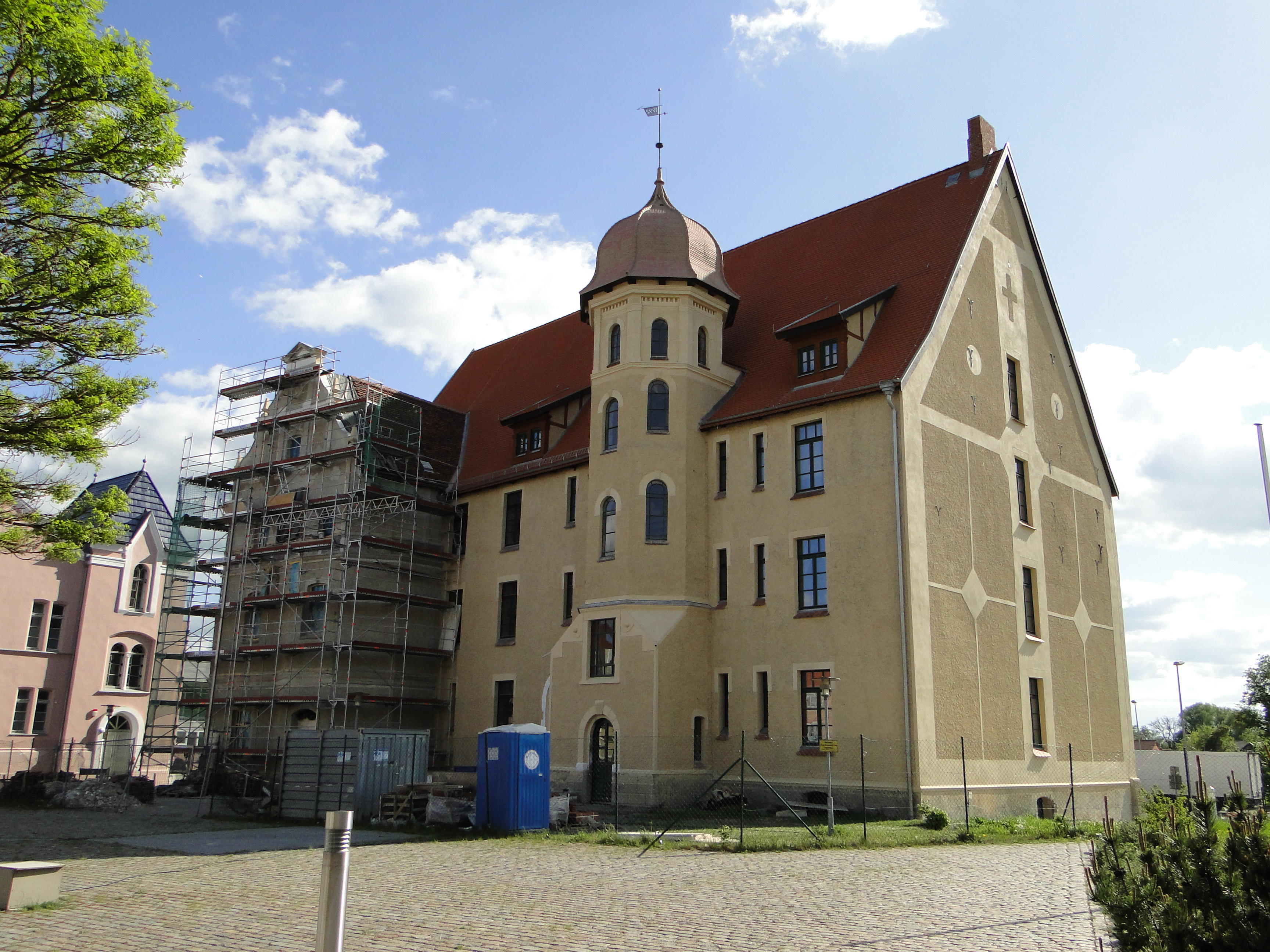
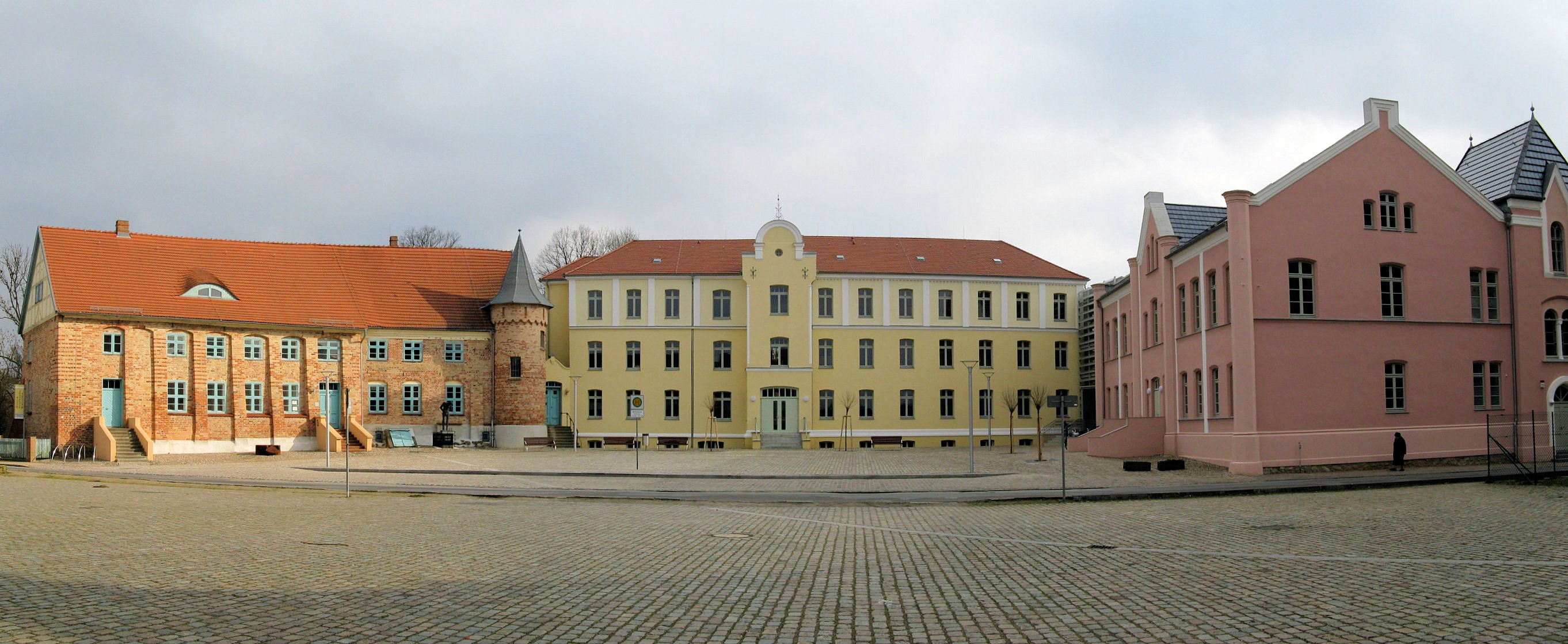